# Кавалканти, Жойси
Жойси Кавалканти (порт. Joyce Cavalcante, 12 марта 1949, Форталеза) — бразильская писательница.

## Биография
Росла на родительской фазенде под городом Собрал. В 1979 году создала в штате Сеара литературную группу. Переехала в Сан-Паулу. Закончила Колорадский университет в Боулдере по специальности «литературное мастерство» (1985). Выступает как журналист, литературный организатор, читала лекции по женской литературе в университетах США, Аргентины, Франции. Основательница и президент Сообщества бразильских писательниц. В 2009 году организовала в Нью-Йорке под эгидой Бразильского фонда искусств первый Международный конгресс писательниц.

## Книги
- Изнутри наружу/ De dentro para fora (1978, роман)
- Ребро Евы/ Costela de Eva (1980, роман)
- O discurso da mulher absurda (1985, новеллы)
- Ближайшие враги/ Inimigas íntimas (1993, роман, премия Ассоциации художественных критиков Сан-Паулу; англ. пер. 2001)
- Дьявол, сосущий манго/ O cão chupando manga (2001, роман)
- Longos trechos de dias líquidos (2010, роман)